# Lotus 21

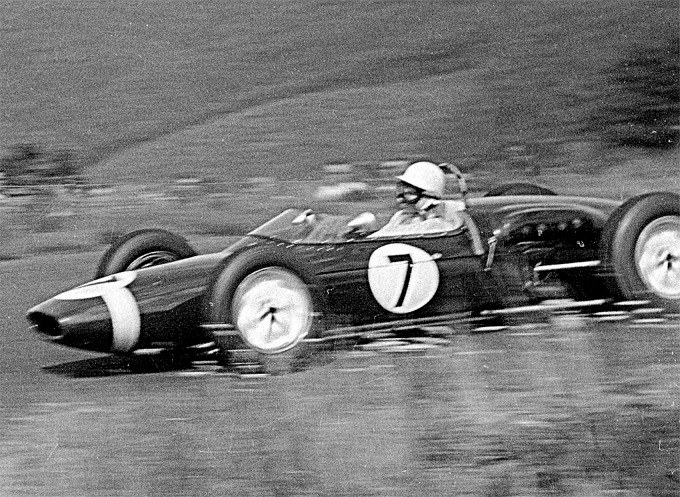
Stirling Moss im Lotus 18/21 beim Großen Preis von Deutschland auf dem Nürburgring 1961

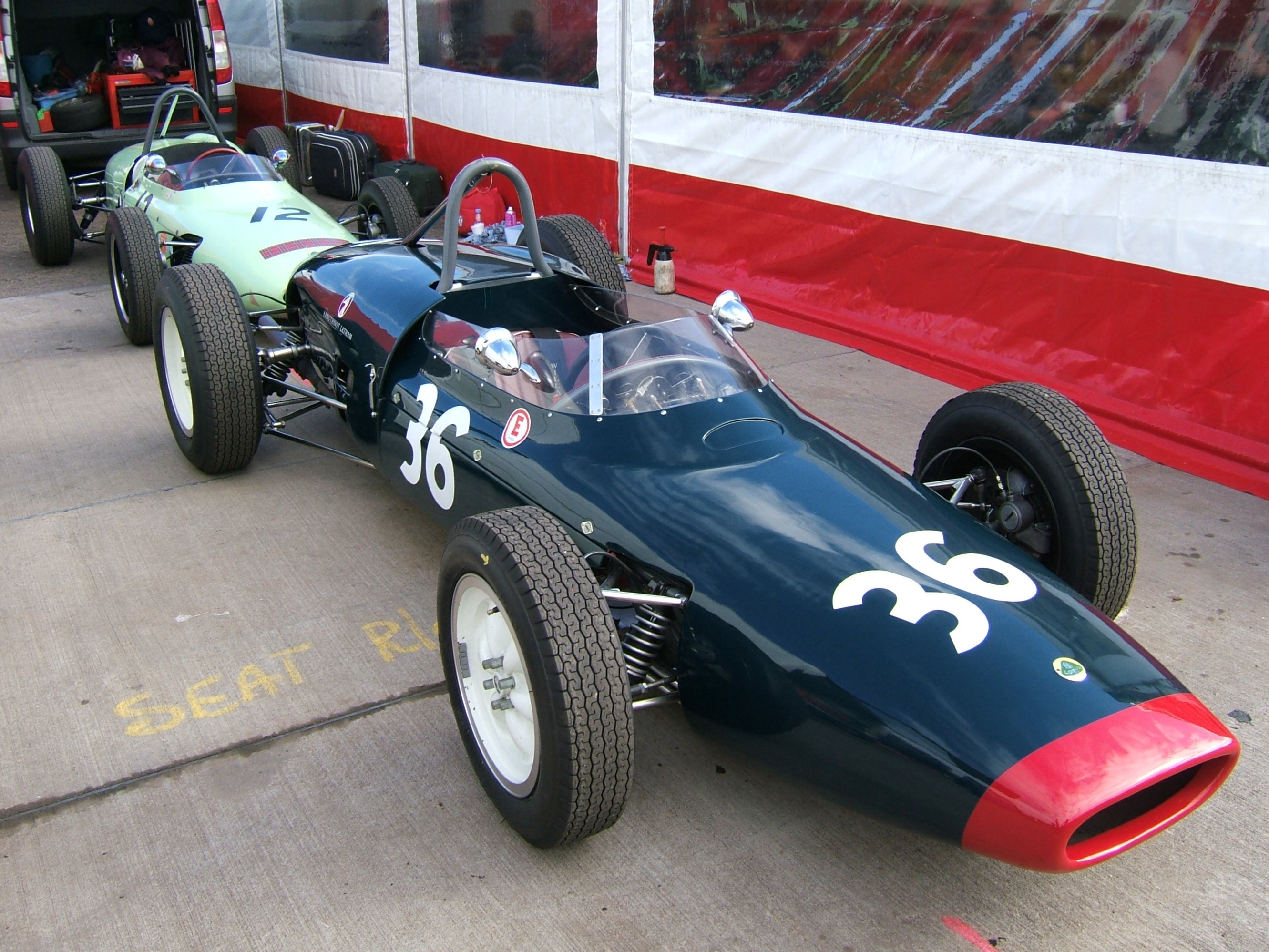
Lotus 18/21

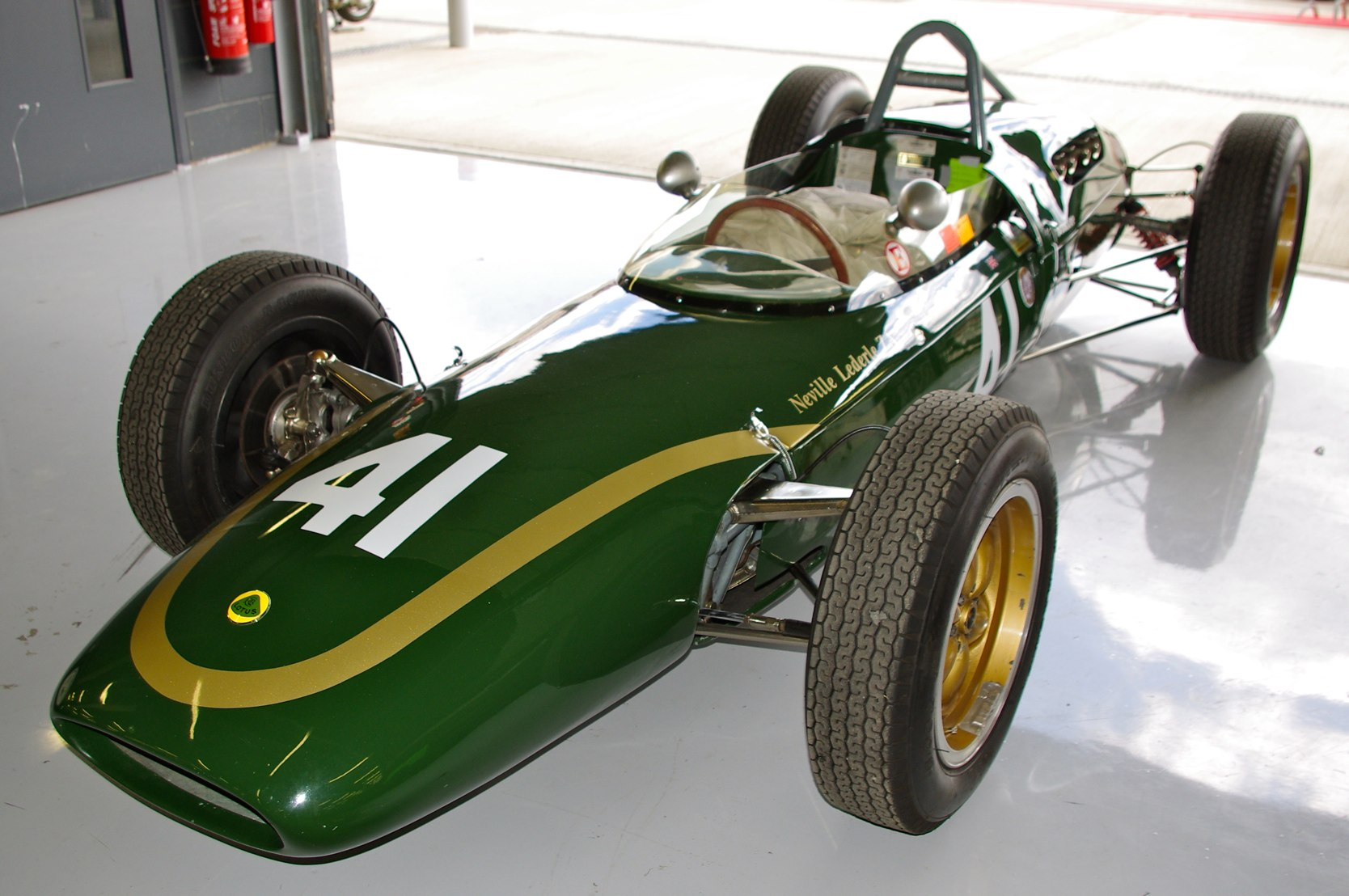
Lotus 21, Vorderachse mit innen liegenden Federn

Der Lotus 21 war ein Formel-1-Rennwagen, 1961 gebaut vom britischen Motorsportteam Lotus.

## Entwicklungsgeschichte und Technik
Der Lotus 21 war eine vom Lotus 20 abgeleitete Zwischenlösung. Einerseits ließ sich der Lotus 18 nicht mehr weiterentwickeln, andererseits war der Lotus 20 für die Formel Junior gebaut worden. Es wurden zwar einige 20er für die Formel 1 aufgerüstet, der Wagen eignete sich aber nur bedingt für diese Rennformel. Dazu kam, dass die britischen Teams auf den versprochenen V8-Motor von Climax warteten, der aber nicht fertig wurde. Deshalb wurde auf den bewährten FPF-Motor mit dem ZF-Getriebe zurückgegriffen.
Die Stirnfläche des Lotus 21 war deutlich kleiner als die des Typs 18. Das wurde unter anderem durch ein sehr enges Cockpit und die fast liegende Position des Fahrers erreicht. Zur Verringerung des Luftwiderstandes waren des Weiteren die Schraubenfedern und Stoßdämpfer der Vorderachse nach innen verlegt und die Querlenker strömungsgünstig gestaltet. Auch die Neigung des Motors um 18° nach rechts sollte die Aerodynamik verbessern. Eine Besonderheit war, dass die Rohre des Rahmens als Öl- und Wasserleitungen genutzt wurden.
Trotz der flachen Frontpartie des Wagens waren zwei Aluminiumtanks vor dem Cockpit eingebaut. Die Radaufhängung bestand im Wesentlichen aus Doppelquerlenkern; vorn und hinten hatte der Wagen außenliegende Bremsen.

## Renngeschichte
Sein Debüt gab der Rennwagen beim Großen Preis von Monaco 1961; er erreichte Platz zehn, gefahren von Jim Clark. Den ersten großen Erfolg hatten der Wagen und das Lotus-Team am Ende des Jahres, als Innes Ireland auf einem Lotus 21 den Großen Preis der USA gewann. Es war der erste Sieg für einen Werks-Lotus. Ireland gewann noch vier nicht zur Weltmeisterschaft zählende Rennen, musste aber nach der Saison das Team verlassen.
Jim Clark und Trevor Taylor siegten im Winter 1961/1962 bei vier Rennen in Südafrika, dann kam der Lotus 24.
Viele Privatiers, darunter Stirling Moss (für das Team von Rob Walker), Jack Brabham, Willy Mairesse (fuhr den Lotus 21 als Werksfahrer), Gerhard Mitter und Jo Siffert fuhren Formel-1-Rennen mit dem Lotus 21.

## Technische Daten
| Kenngrößen                | Lotus 21 (1961) |                |
| ------------------------- | --- | -------------- |
| Motor                     | Reihenvierzylinder, Typ Coventry Climax FPF Mk II, Block und Zylinderkopf aus Aluminium, Trockensumpfschmierung, Wasserkühlung |                |
| Hubraum                   | 1498 cm³ |                |
| Bohrung × Hub             | 81,2 × 81,9 mm | 81,2 × 81,9 mm |
| Leistung                  | 154 PS (113 kW) bei 7500/min                                                                                                   |                |
| Ventilsteuerung           | 2 obenliegende Nockenwellen (DOHC)                                                                                             |                |
| Gemischaufbereitung       | 2 Weber-Doppelvergaser |                |
| Getriebe                  | ZF-Fünfganggetriebe |                |
| Karosserie und Chassis    | Glasfaserverstärkter Kunststoff (GFK) und Stahlrohrrahmen                                                                      |                |
| Radaufhängung vorn        | Doppelquerlenker, innenliegende Schraubenfedern und Stoßdämpfer                                                                |                |
| Radaufhängung hinten      | Doppelquerlenker, doppelte Schubstreben, Schraubenfedern, Stoßdämpfer, Stabilisator                                            |                |
| Lenkung                   | Zahnstange |                |
| Bremsen                   | Girling-Scheibenbremsen, Scheibendurchmesser: vorn 267 mm, hinten 241 mm                                                       |                |
| Spurweite vorn/hinten:    | 1346 mm |                |
| Radstand                  | 2261 mm |                |
| Reifengröße vorn/hinten   | 5 × 15/6,5 × 15 |                |
| Maße L × B × H            | 3581 × 1524 × 711 mm |                |
| Leergewicht (ohne Fahrer) | 450 kg |                |